# Миссен-Вильхамс
Миссен-Вильхамс (нем. Missen-Wilhams) — община в Германии, в Республике Бавария.
Община расположена в правительственном округе Швабия в районе Верхний Алльгой. Население составляет 1410 человек (на 31 декабря 2010 года). Занимает площадь 34,96 км².
Община подразделяется на 7 сельских округов.

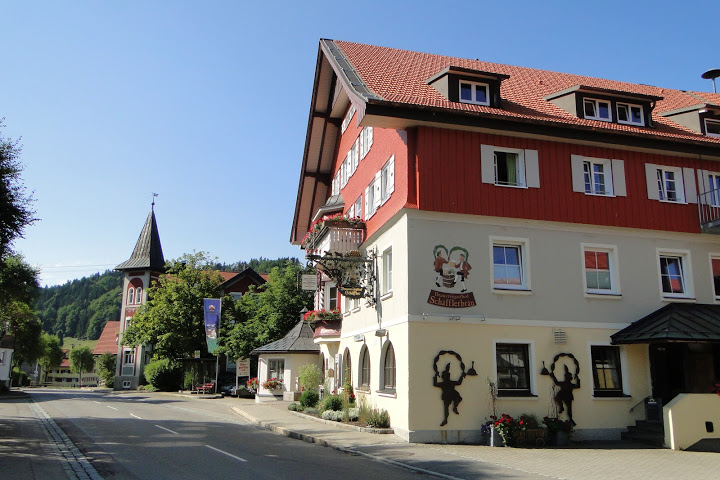
Миссен-Вильхамс

## Население
По оценке на 31 декабря 2015 года население общины Миссен-Вильхамс составляет 1433 чел. 

| Дата      | 1840 | 1871 | 1900 | 1925 | 1939 | 1950 | 1961 | 1970 | 1987 | 2011 |
| --------- | ---- | ---- | ---- | ---- | ---- | ---- | ---- | ---- | ---- | ---- |
| Население | 1026 | 1003 | 1093 | 1153 | 1076 | 1610 | 1225 | 1139 | 1135 | 1373 |

| Год       | 1960 | 1970 | 1980 | 1990 | 2000 | 2009 | 2010 | 2011 | 2012 | 2013 | 2014 | 2015 |
| --------- | ---- | ---- | ---- | ---- | ---- | ---- | ---- | ---- | ---- | ---- | ---- | ---- |
| Население | 1142 | 1154 | 1059 | 1246 | 1368 | 1398 | 1410 | 1403 | 1409 | 1403 | 1394 | 1433 |